# Samuel M. Stephenson

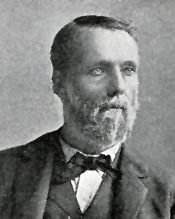
Samuel M. Stephenson

Samuel Merritt Stephenson (* 23. Dezember 1831 in Hartland, New Brunswick; † 31. Juli 1907 in Menominee, Michigan) war ein US-amerikanischer Politiker kanadischer Herkunft. Zwischen 1889 und 1897 vertrat er den Bundesstaat Michigan im US-Repräsentantenhaus.

## Werdegang
Samuel Stephenson war der jüngere Bruder von Isaac Stephenson (1829–1918), der für den Staat Wisconsin in beiden Kammern des Kongresses saß. Noch in seiner Jugend kam er mit seinen Eltern in die Vereinigten Staaten, wo sich die Familie zunächst in Maine niederließ. Im Jahr 1846 zogen sie in das Delta County in Michigan. Dort arbeitete Stephenson in der Holzbranche. Seit 1858 lebte er in Menominee, wo er neben dem Holzgeschäft auch auf dem Immobilienmarkt, im Handel und in der Landwirtschaft tätig wurde. Gleichzeitig begann er als Mitglied der Republikanischen Partei eine politische Laufbahn. Mehrere Jahre lang fungierte er als Landrat im Menominee County. Von 1877 bis 1878 war er Abgeordneter im Repräsentantenhaus von Michigan; zwischen 1879 und 1886 gehörte er mehrfach dem Staatssenat an. In den Jahren 1884 und 1888 war Stephenson Delegierter zu den jeweiligen Republican National Conventions.
Bei den Kongresswahlen des Jahres 1888 wurde er im elften Wahlbezirk von Michigan in das US-Repräsentantenhaus in Washington, D.C. gewählt, wo er am 4. März 1889 die Nachfolge von Henry W. Seymour antrat. Nach drei Wiederwahlen konnte er bis zum 3. März 1897 vier Legislaturperioden im Kongress absolvieren. Seit 1893 vertrat er dort den damals neugeschaffenen zwölften Distrikt seines Staates. Nach seinem Ausscheiden aus dem US-Repräsentantenhaus arbeitete Samuel Stephenson wieder in der Holzindustrie. Er starb am 31. Juli 1907 in Menominee.